# Drepanotylus holmi
Drepanotylus holmi är en spindelart som först beskrevs av Kirill Yeskov 1981.  Drepanotylus holmi ingår i släktet Drepanotylus och familjen täckvävarspindlar. Inga underarter finns listade i Catalogue of Life.